# Phasmomyrmex aberrans
Phasmomyrmex aberrans är en myrart som först beskrevs av Mayr 1895.  Phasmomyrmex aberrans ingår i släktet Phasmomyrmex och familjen myror. Inga underarter finns listade i Catalogue of Life.